# Kaapse oehoe
De Kaapse oehoe (Bubo capensis) is een oehoe uit de familie Strigidae.

## Verspreiding en leefgebied
Deze soort komt voor in zuidelijk, zuidoostelijk en oostelijk Afrika en telt drie ondersoorten:
- B. c. dillonii: Ethiopië en Eritrea.
- B. c. mackinderi: van Kenia tot westelijk Mozambique.
- B. c. capensis: Zuid-Afrika en zuidelijk Namibië.